# Kaple Notre-Dame-du-Bon-Conseil
Kaple Notre-Dame-du-Bon-Conseil (doslovně Panny Marie Dobré Rady) je katolická kaple v 7. obvodu v Paříži, v ulici Rue Albert-de-Lapparent. Kaple je připojená k farnosti kostela svatého Františka Xaverského.